# Автомагістраль А41 (Франція)
Автомагістраль A41, також відома як l'autoroute alpine, є французькою автомагістраллю. Дорога проходить через Французькі Альпи, з'єднуючи місто Гренобль з A40 поблизу Женеви. Він складається з двох ділянок, розділених автомагістралями N201 і A43 у Шамбері.

## Характеристики
Автомагістраль A41 складається з двох ділянок:
- A41 Південь: довжина 41 км; переважно смуги 2x2, смуги 2x3 біля Гренобля;
- A41 Північ: довжина 71 км; в основному 2x2 смуги з 3-ю смугою для тихохідних транспортних засобів на крутих підйомах.

## Історія
- 1975 рік : Відкрито ділянку між Аннесі та Руміллі
- 1977 рік : Відкрито ділянку між Шамбері та Аннесі
- 1978 рік : Відкрито ділянку між Греноблем і Шамбері
- 1981 рік : Перехрестя з автомагістраллю A40.
- 2008 рік : Відкрито 19 км відрізка між Сен-Жульєн-ан-Женевуа та Віллі-ле-Пеллу, включаючи тунель Мон-Сьон (3100 м).